# آموس، کبک
آموس (به فرانسوی: Amos) شهرکی در منطقه شهری ابیتیبی ناحیه ابیتیبی-تمیسکامانگ در استان کبک کانادا است. در سرشماری سال ۲۰۱۱ این شهرک ۱۲٬۶۸۵ نفر جمعیت داشته‌است و مساحت آن ۴۳۰٫۸۴ کیلومتر مربع است.